# Radenko Dobraš
Radenko Dobraš (* 31. Januar 1968 in Banja Luka) ist ein ehemaliger serbischer Basketballspieler.

## Werdegang
Dobraš spielte in seiner Heimatstadt bei BSK Banja Luka, 1985 holte ihn Svetislav Pešić zu KK Bosna Sarajevo. Mit den jugoslawischen Jugendnationalmannschaften nahm er 1985 an der U16-Europameisterschaft, 1986 an der U18-Europameisterschaft und 1987 an der U18-Weltmeisterschaft teil. Im Endspiel des U16-EM-Turniers im August 1985 führte Dobraš seine Mannschaft mit einer überragenden Einzelleistung (36 Punkte) zum Titelgewinn. Bei der EM 1986 holte er abermals die Goldmedaille, zu seinen Mannschaftskameraden gehörten dort neben anderen ebenso Vlade Divac, Toni Kukoč und Dino Rađa wie im Sommer 1987, als Dobraš mit der jugoslawischen U18-Auswahl Weltmeister wurde. Betreut wurde die WM-Mannschaft von Pešić.
Der rund zwei Meter große Aufbau- und Flügelspieler ging 1988 in die Vereinigten Staaten. Dort spielte er bis 1992 für die Mannschaft der University of South Florida (USF) und studierte Informatik. Er wurde einer der besten Spieler in der Geschichte der Hochschulmannschaft und war in den „USF“-Ranglisten als bester Vorlagengeber aller bisherigen Basketballspieler der Universität vertreten, als er die Mannschaft 1992 verließ. Er erzielte für South Florida 17 Punkte pro Begegnung. Seit Januar 2002 wird dort ehrenhalber seine Rückennummer 31 nicht mehr vergeben, 2011 wurde Dobraš in die Sportruhmeshalle der Hochschule aufgenommen.
Dobraš bewarb sich 1992 bei der NBA-Mannschaft Orlando Magic um einen Vertrag und nahm an Probetrainingseinheiten und Testspielen teil, wurde aber nicht verpflichtet. Er nahm dann die Möglichkeit wahr, beim israelischen Erstligisten Hapoel Tel Aviv zu spielen, überzeugte in 26 Ligaeinsätzen der Saison 1992/93 mit einem Durchschnitt von 21,1 Punkten je Begegnung und wurde mit Hapoel Vizemeister sowie Pokalsieger. In der Sommerpause 1993 unternahm einen weiteren Versuch, den Sprung in die NBA zu schaffen, nahm an einem Trainingslager der Philadelphia 76ers teil, wurde aber erneut nicht unter Vertrag genommen.
In der Saison 1993/94 spielte er kurzzeitig bei den Rochester Renegades in der US-Liga Continental Basketball Association (CBA). 1994/95 stand Dobraš bei Hapoel Jerusalem (Israel) unter Vertrag, erzielte in 25 Ligaspielen im Schnitt 15,8 Punkte je Begegnung. Im Spieljahr 1995/96 bestritt er neun Spiele für Hapoel Tel Aviv (20,9 Punkte/Spiel) sowie verstärkte in drei Ligapartien den deutschen Bundesligisten Alba Berlin. Dort spielte Dobraš wie in Sarajevo unter Svetislav Pešić.
Er wechselte zu TTL Bamberg, verpasste aber den Großteil der Bundesliga-Saison 1996/97 verletzungsbedingt. Erst in der Schlussphase des Spieljahres kam er in der Mannschaft von Trainer Ken Scalabroni zum Einsatz und erzielte 6,9 Punkte pro Partie.
Dobraš zog nach dem Ende der Spielerlaufbahn wieder in die Vereinigten Staaten und wurde in Florida im Bereich Vermögensverwaltung tätig. Sein Sohn Stefan wurde ebenfalls Basketballspieler auf Leistungsniveau. Radenko Dobraš ist der Patensohn von Svetislav Pešić und Patenonkel dessen Sohn Marko Pešić.